# Fontaine-le-Port
Fontaine-le-Port település Franciaországban, Seine-et-Marne megyében. Lakosainak száma 1014 fő (2022. január 1.). Fontaine-le-Port Samois-sur-Seine, Sivry-Courtry, Bois-le-Roi, Chartrettes, Le Châtelet-en-Brie, Féricy és Héricy községekkel határos.

## Népesség
A település népességének változása:
| Lakosok száma | 959  | 976  | 1007 | 1001 | 1010 | 998  | 992  | 1003 | 1014 |
|               | 2013 | 2015 | 2016 | 2017 | 2018 | 2019 | 2020 | 2021 | 2022 |